# Yamato Machida
Yamato Machida (町田 也真人 Machida Yamato?), född 19 december 1989 i Saitama prefektur, är en japansk fotbollsspelare.
Machida började sin karriär 2012 i JEF United Chiba. Han spelade 153 ligamatcher för klubben. 2019 flyttade han till Matsumoto Yamaga FC. 2020 flyttade han till Oita Trinita.